# Bassa dels Ous
La Bassa dels Ous, localitzada al nord-est de la llacuna de la Tancada, és un petit aiguamoll de menys de 4 hectàrees.
La seva superfície ha anat disminuint a mesura que la zona era reconvertida en arrossars. A data de 2006 només hi quedava una petita parcel·la ben definida de dens canyissar que alberga làmina d'aigua al seu interior, la qual és mantinguda periòdicament amb finalitats cinegètiques. L'espai acull diverses espècies d'ocells nidificants, entre ells el cames-llargues (Himantopus himantopus), la polla blava (Porphyrio porphyrio) i el cabusset (Tachybaptus ruficollis). També s'hi troben alguns passeriformes de canyissar com la boscarla de canyar (Acrocephalus scirpaceus).